# Рождественская сказка
«Рождественская сказка» (или «Рождественская история»; англ. Christmas Carol: The Movie) — британский кино-анимационный фильм 2001 года, созданный по мотивам повести Чарльза Диккенса «Рождественская песнь в прозе».

## Сюжет

### Пролог
Чарльз Диккенс зимой приезжает в США, чтобы в театре прочитать вслух свою «Рождественскую песнь». Перед началом чтения в зрительный зал вбегают два мышонка, насмерть перепугав одну из зрительниц. Диккенс, увидев это, тут же решает внести некоторые дополнения в сюжет своей повести, сделав мышат одними из её героев. Он начинает чтение.

### Повесть Диккенса (мультипликационные эпизоды фильма)
В Лондоне выдаётся на редкость морозная и снежная зима. Беднякам очень тяжело пережить её, к тому же из-за жадности бессердечного кредитора Эбенизера Скруджа они погрязли в долгах. Среди этих должников — бывшая невеста Скруджа Белл, работающая в больнице для бедных. Когда в Сочельник единственного врача этой больницы забирают в долговую тюрьму, Белл решается написать бывшему жениху с просьбой о помощи. Но клерк Скруджа Боб Крэтчит по небрежности роняет письмо на пол и забывает о нём.
В тот же вечер, когда Скрудж собирается уйти с работы, ему является призрак его умершего семь лет назад компаньона Джейкоба Марли. Марли рассказывает Скруджу о посмертных муках грешников и сообщает, что упросил высшие силы попытаться спасти душу Скруджа. Он предсказывает, что к тому придут три Рождественских Духа, и улетает за окно, где носится стая таких же, как он, грешных душ, скованных цепями.
Скрудж не верит своим глазам и уходит домой, взяв с собой двух живущих в его конторе мышат — единственных существ, которых он любит, говоря, что «эти мыши гораздо прилежнее, чем Крэтчит». Мышата подбирают с пола письмо Белл и, когда Скрудж приходит домой, показывают ему это письмо. Он решает отложить чтение до утра и ложится спать.
В час ночи к нему приходит первый Дух — Дух Рождественского Прошлого, принявший облик Белл. Он переносит Скруджа в прошлое. Скрудж видит себя самого в школе, наказанного и оставленного в классе в Сочельник. Потом — другой Сочельник, когда-то весело проведённый им с его сестрой Фэн и её лучшей подругой Белл. Потом — себя в юности, на устроенном работодателем рождественском вечере. Дух показывает старому Скруджу, как юный Скрудж постепенно становился скупым и безжалостным. Наконец, последнее видение из прошлого — разрыв Эбенизера и Белл, случившийся после того, как Скрудж сделал невесте предложение в форме делового контракта.
После этого Дух исчезает. Скрудж оказывается в своей комнате и опять ложится спать, но вскоре видит в соседней комнате свет и обнаруживает там добродушного бородача — Духа Настоящего, с которым отправляется в новое путешествие.
Этот Дух сначала показывает ему, как люди кругом счастливы и радуются Рождеству. В частности, Скрудж видит своего племянника (сына покойной Фэн), празднующего Рождество с родными и друзьями и весело смеющегося над причудами дядюшки. Но затем Дух переносит Скруджа к дому одного из его должников, откуда подчинённые Скруджа выносят вещи. Скрудж, видя это, заявляет, что это всё законно и что Дух ничего не смыслит в бизнесе. В ответ Дух показывает ему двух уродливых детей — хрупкую больную Нищету и злобного хулигана Невежество; он говорит, что Нищету можно победить, если осознать своё Невежество.
После этого Дух приводит Скруджа в дом его клерка, где Скрудж видит умирающего сына Крэтчита — Крошку Тима, на которого Скрудж недавно выплеснул ведро ледяной воды. Теперь Скрудж, охваченный жалостью к мальчику, спрашивает Духа, выживет ли тот, но Дух, не дав ответа, тает в воздухе. Вместо него появляется новый призрак — Дух Будущего, высокий скелет в плаще.
Дух показывает Скруджу поминки по Тиму Крэтчиту, а затем переносит его в ещё более отдалённое будущее — к его собственной смерти. Скрудж видит, что о нём никто, кроме Белл, не горюет, слуги его обворовывают, коллеги шутят о его скупости, должники восхваляют Бога за его смерть. Неожиданно его сковывает длинная цепь, и он видит стаю грешных душ во главе с Марли, которые тащат его за собой; но в этот момент он просыпается.
Раскаявшись под впечатлением своего путешествия с Духами, Скрудж решает полностью изменить жизнь. Он увеличивает Крэтчиту жалование в четыре раза и помогает вылечить Крошку Тима, начинает раздавать беднякам деньги. Наконец, он восстанавливает свои отношения с по-прежнему любящей его Белл.

### Эпилог
Диккенс, закончив чтение, прибавляет, что ручные мышата Скруджа переехали в Америку и что именно они прибежали в зрительный зал и насмерть перепугали леди в первом ряду. Писатель прощается с зрителями и уходит. Вслед за ним убегают из зала сидевшие в нём всё это время мышата.

## Роли озвучивали
- Саймон Кэллоу — Эбенизер Скрудж[6]
- Кейт Уинслет — Белл
- Николас Кейдж — призрак Джейкоба Марли
- Джейн Хоррокс — Дух Прошлого
- Майкл Гэмбон — Дух Настоящего
- Рис Иванс — Боб Крэтчит
- Джульет Стивенсон — Эмили Крэтчит
- Роберт Ллевеллин — старый Джо
- Бет Уинслет — Фэн
- Колин Макфарлейн — Альберт Феззивиг

## Выход фильма и критика
«Рождественская сказка» появилась в британских кинотеатрах 7 декабря 2001 года, хотя изначально выход планировался на 30 ноября. На DVD фильм вышел 7 октября 2003 года.
Английскими, ирландскими и американскими критиками фильм был в целом воспринят негативно. Посмотрев его на кинофестивале в Торонто, критик из Variety Тодд Маккарти написал:

Персонажи получились блёклыми и невыразительными, а две несносных мыши («без речей») бегают и жестикулируют больше, чем Харпо Маркс за всю свою карьеру.
Оригинальный текст (англ.)The character animation is dully inexpressive, and two obnoxious mute mice do more scampering and gesticulating than Harpo Marx did in his entire career.